# Tampa Bay Mutiny
El Tampa Bay Mutiny fou un club de futbol professional de la ciutat de Tampa, Florida que va jugar a la Major League Soccer entre 1996 i 2001.
El club va ser fundat el 1995. Va jugar al Houlihan's Stadium entre 1996 i 1998 i al Raymond James Stadium des de 1999. El club desaparegué el 2002.

## Història
Tampa Bay Mutiny va ser fundada el 1995 com una de les 10 franquícies debutants de la primera temporada de la Major League Soccer (MLS). Una de les raons per les quals es va establir a l'àrea metropolitana de la Badia de Tampa va ser que la zona ja va comptar amb un club professional, Tampa Bay Rowdies, a l'extinta North American Soccer League. L'MLS es va encarregar de gestionar-la juntament amb dues franquícies més, Dallas Burn i San Jose Clash, amb l'objectiu de vendre-la al més aviat possible a un inversor local.
Per a la temporada 1996 es va fitxar a jugadors experimentats com Carlos Valderrama, Roy Lassiter, Martín Vásquez i Steve Ralston. L'equip va obtenir l'Escut dels seguidors de l'MLS com a campió de la temporada regular, però en el play-off pel títol va ser derrotat pel DC United en les finals de conferència. Les actuacions van ser més discretes en anys successius. Si bé es va classificar per a les fases finals el 1997, 1999 i 2000, mai va arribar a la final. En la seva última temporada, el 2001, va ser l'últim posicionat tant en la Conferència Est com en la taula general.
La franquícia va acabar fracassant pels mals resultats i la seva falta de rendibilitat, amb pèrdues de dos milions de dòlars per temporada. A l'últim moment l'MLS va tractar de vendre-la-hi a la família Glazer, propietària dels Tampa Bay Buccaneers de l'NFL, però les converses no van prosperar. Finalment, en la temporada 2002 es va reduir el nombre de participants de 12 a 10 equips. I tant Miami Fusion com Tampa Bay, ambdues de l'estat de Florida, van deixar d'existir.

## Palmarès
- MLS Supporters' Shield (1): 1996

## Jugadors destacats
- Scott Budnick (1996-1997)
- Mamadou Diallo (2000-2001)
- Mark Dougherty (1996-1997)
- Paul Dougherty (1998-99)
- Giuseppe Galderisi (1996-1997)
- Frankie Hejduk (1996-1998)
- Chris Houser (1999-2000)
- Dominic Kinnear (1998-2000)
- Steve Pittman (1996-1997)
- Wojtek Krakowiak (2001)
- Roy Lassiter (1996-1998)
- Kevin Peterson (1996-1997)
- Caleb Porter (2000)
- Alan Prampin (2000-2001)
- Steve Ralston (1996-2001)
- Matias F. Casares (1998-2001)
- Raul Diaz Arce (1999-2000)
- Mauricio Ramos (1998-1999)
- Thomas Ravelli (1998)
- Musa Shannon (1997-1999)
- Carlos Valderrama (1996-1997, 1999-2001)
- Frank Yallop (1996-1998)

## Entrenadors
- Thomas Rongen (1996)
- John Kowalski (1997-1998)
- Tim Hankinson (1998-2000)
- Alfonso Mondelo (2001)
- Perry Van der Beck (2001)

## Estadis
- Houlihan's Stadium (1996-1998)
- Raymond James Stadium (1999-2001)